# Afanasy Pavlantyevich Beloborodov
Afanasy Pavlantyevich Beloborodov (tiếng Nga: Афанасий Павлантьевич Белобородов; 31 tháng 1 năm 1903 - 1 tháng 9 năm 1990) là một Đại tướng, anh hùng quân đội Liên Xô.

## Thời kỳ đầu
Beloborodov sinh ngày 31 tháng 1 [lịch Nga cũ: 18 tháng 1] năm 1903 tại làng Akinino ở Siberia trong một gia đình nông dân Nga. Dù chỉ học hết lớp ba, ông gia nhập một lực lượng dân binh ở tuổi mười sáu và tham gia vào cuộc nổi dậy Irkutsk. Năm 1920, đơn vị này được hợp nhất thành Trung đoàn Súng trường Irkutsk số 8 của Sư đoàn Súng trường Chita số 1. Ông rời quân đội năm đó, nhưng tái nhập ngũ vào năm 1923. Năm 1926, ông tốt nghiệp Trường Bộ binh Nizhny Novgorod và được bổ nhiệm làm chỉ huy một trung đội súng trường của Trung đoàn 6 súng trường Khabarovsk thuộc Sư đoàn 2 súng trường Priamur. Ông hoàn thành khóa huấn luyện quân sự và chính trị vào năm 1929, sau đó ông được bổ nhiệm làm chính trị viên đại đội súng trường thuộc Trung đoàn súng trường 107 thuộc Sư đoàn súng trường 36.

## Quân công
Tháng 11 năm 1929, ông được điều động đến biên giới Trung Quốc do xung đột Xô-Trung. Chỉ huy đại đội của ông hy sinh ngay trong trận chiến đầu tiên, vì vậy Beloborodov nắm quyền chỉ huy. Ông đã chỉ huy thành công đại đội trong một số trận chiến và vì vậy đã được trao tặng Huân chương Cờ Đỏ đầu tiên. Sau khi kết thúc xung đột, ông vẫn giữ quyền chỉ huy đại đội trong một năm. Năm 1933, ông nhập học tại Học viện Quân sự Frunze, tốt nghiệp năm 1936, sau đó ông được bổ nhiệm làm trợ lý trưởng phòng tác chiến của bộ tham mưu Sư đoàn súng trường 66 ở Viễn Đông. Ông trở thành Tham mưu trưởng Tác chiến của Quân đoàn Súng trường 31 vào tháng 3 năm 1939. Vào tháng 6 cùng năm, ông được bổ nhiệm làm Tham mưu trưởng Quân đoàn Súng trường 43. Trong sáu tháng đầu năm 1941, ông là trưởng phòng huấn luyện quân sự của Mặt trận Viễn Đông.
Ngày 12 tháng 7 năm 1941, Beloborodov được bổ nhiệm làm chỉ huy Sư đoàn súng trường số 78. Vào tháng 10, ông và sư đoàn của mình đến Phương diện quân Tây với tư cách là một bộ phận của Tập đoàn quân 16. Các hành động của sư đoàn trong Trận Moskva đã được công nhận vào tháng 11 năm 1941, và sư đoàn được vinh danh với danh hiệu Cận vệ và đổi tên thành Sư đoàn Súng trường Cận vệ 9. Beloborodov sau đó được thăng cấp Thiếu tướng. Mùa xuân và mùa hè năm sau, Sư đoàn Súng trường Cận vệ 9, dưới sự chỉ huy của Beloborodov, đã thực hiện các hoạt động chiến đấu thành công ở Phương diện quân Tây Nam tại Seversky Donets. Cuối năm đó, Beloborodov được giao phụ trách Quân đoàn súng trường cận vệ 5. Họ đã phá hủy thành công hàng phòng ngự của kẻ thù ở Velikiye Luki trong chiến dịch của Mặt trận Kalinin. Tháng 8 năm 1943, Beloborodov được bổ nhiệm làm Tư lệnh Quân đoàn súng trường cận vệ 2. Dưới sự lãnh đạo của ông, quân đoàn đã đạt được thành công trong cuộc chiến gần Smolensk.
Vào ngày 22 tháng 5 năm 1944, ông được bổ nhiệm làm tư lệnh Tập đoàn quân 43, lực lượng này đã sớm tham gia vào Chiến dịch Bagration và Chiến dịch Vitebsk–Orsha. Vào ngày 26 tháng 6, đơn vị đã đánh đuổi quân Đức khỏi Vitebsk và sau đó tiến hành Chiến dịch Šiauliai. Sau đó, ông tham gia Chiến dịch Baltic trong khi vây quân Đức vào túi Courland, sau đó quân của ông tham gia Chiến dịch Königsberg trước khi tiêu diệt phần còn lại của Tập đoàn quân 2 Đức gần Vistula.
Được thăng cấp đại tướng vào ngày 5 tháng 5 năm 1945, đến tháng 6 năm 1945, ông được điều động đến Viễn Đông và được bổ nhiệm làm tư lệnh của Quân đoàn cờ đỏ số 1.  Sau khi Chiến tranh Xô-Nhật bắt đầu vào tháng 8, đơn vị của ông được chỉ định tham gia chiến dịch Cáp Nhĩ Tân-Kirin. Quân của ông đã phá vỡ ba tuyến phòng thủ và tiến hàng trăm km qua địa hình đồi núi để giành quyền kiểm soát Mẫu Đơn Giang và Cáp Nhĩ Tân với số thương vong tương đối ít.
Sau chiến tranh, ông giữ nhiều cương vị cao cấp khác nhau trong quân đội. Nhưng tai nạn ô tô năm 1966 đã khiến ông phải xuất ngũ.

## Khen thưởng
- Anh hùng quân đội Liên Xô (hai lần, vào 22.07.1944 và 19.04.1945)
- Huân chương Lenin (năm lần, vào 22.07.1944, 26.10.1944, 21.02.1945, 30.01.1963, 30.01.1983)
- Huân chương Cách mạng Tháng Mười
- Huân chương Cờ Đỏ (năm lần)
- Huân chương Suvorov hạng nhất và hạng nhì
- Huân chương Kutuzov hạng nhì
- Huân chương Chiến tranh Vệ quốc hạng nhất
- Huân chương "Vì Tổ quốc trong Lực lượng vũ trang của Liên Xô"
- Các huy chương, kỷ niệm chương liên quan đến các chiến dịch đã tham gia
- Huân chương "Vì Quân công" (Mông Cổ)
- Huân chương Yêu nước hạng Nhất (Đông Đức)
- Huân chương Quân kỳ (Nam Tư)
- Huân chương Cộng hòa Nhân dân Bulgaria
- Huân chương Sư tử trắng (Tiệp Khắc)